# Stazione di Nijō (Kyoto)

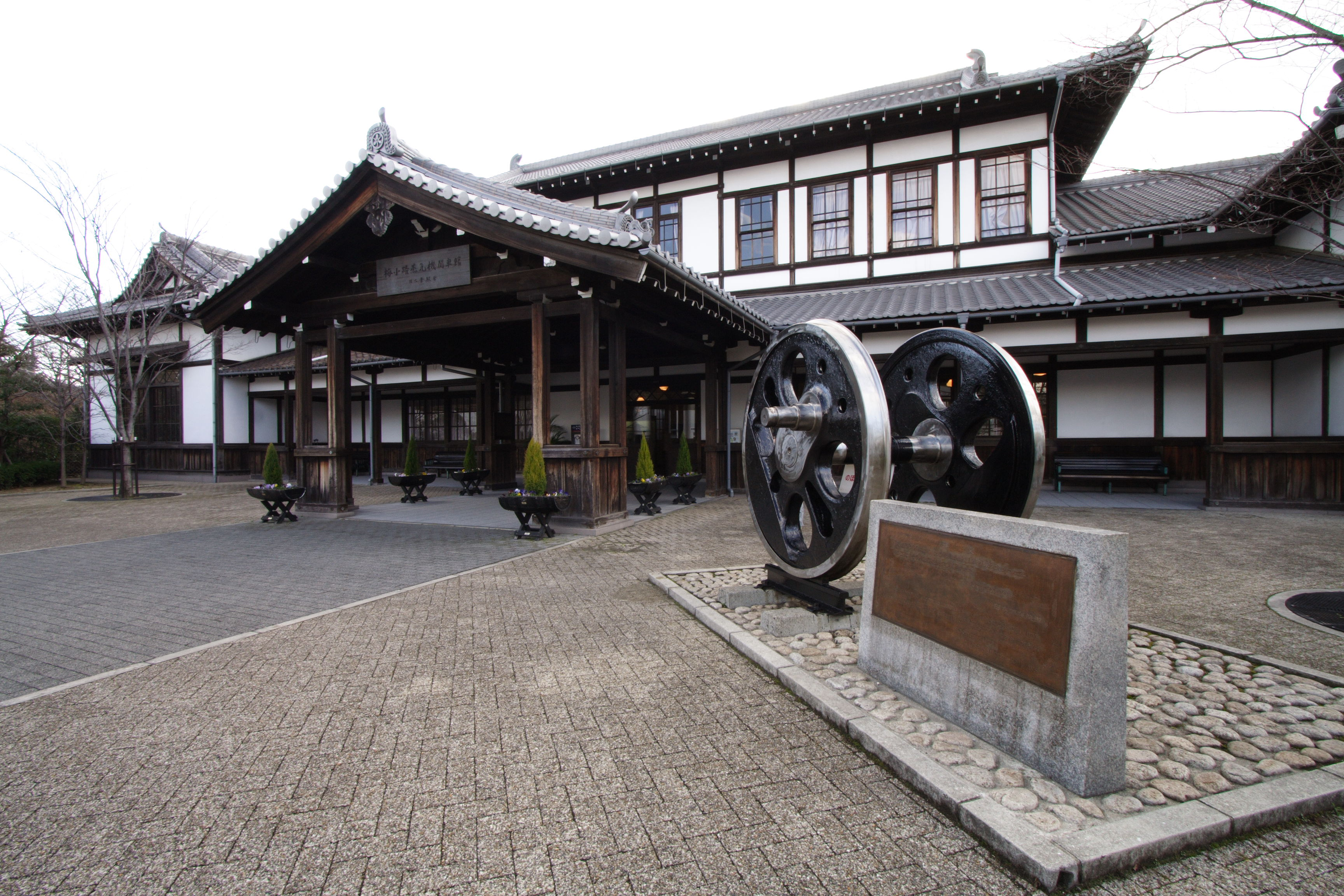
Il vecchio fabbricato viaggiatori

Nijō (二条城前駅?, Nijō-eki) è una stazione ferroviaria di Kyoto, situata nel quartiere di Nakagyō-ku, nel centro della città. La stazione, gestita dalla JR West e realizzata su viadotto, offre un interscambio in sotterranea con la linea Tōzai della metropolitana di Kyoto gestita dall'Ufficio municipale dei trasporti di Kyoto.

## Struttura

### Stazione JR
La stazione ferroviaria serve la linea Sagano che collega Kyoto con Kameoka, ed è stata ricostruita su viadotto nel 1990 con un moderno design dallo studio Urabesekkei di Osaka. Il vecchio fabbricato viaggiatori, che ricorda un antico edificio tradizionale giapponese in legno, è stato trasferito e conservato al museo delle locomotive a vapore di Umekoji. La stazione è costituita da una banchina a isola centrale con due binari su viadotto.
| 1 | ■ Linea Sagano | per Kyoto                           |
| 2 | ■ Linea Sagano | per Kameoka, Sonobe, e Fukuchiyama, |

### Stazione della metropolitana
Come le altre stazioni della linea, anche quella della metropolitana di Nijō è dotata di una banchina centrale a isola con due binari sotterranei dotati di porte di banchina.
| 1 | Linea Tōzai | per Uzumasa Tenjingawa                            |
| 2 | Linea Tōzai | per Karasuma-Oike, Misasagi, Rokujizō e Hama-Ōtsu |

## Stazioni adiacenti
| «             | Servizio    | »           |
| Linea Tōzai   | Linea Tōzai | Linea Tōzai |
| ------------- | ----------- | ----------- |
| Nishiōji Oike | -           | Nijōjō-mae  |
| Linea Sagano  |             |             |
| Tambaguchi    | Locale      | Emmachi     |
| Kyoto         | Rapido      | Emmachi     |